# Tricia Rayburn
Tricia Rayburn (* 1978), auch bekannt unter ihrem Pseudonym T. R. Burns, ist eine US-amerikanische Autorin.

## Leben
Sie besuchte bis 1996 die Riverhead-High Schule in New York und anschließend die Middlebury Universität in Vermont. Ihren Master of Arts erhielt sie 2005 an der Long Island University. Ihr erstes Buch The Melting of Maggie Bean war Teil ihrer Abschlussarbeit für den Mastergrad. Bevor sie Autorin wurde, war sie PR-Koordinator, Verwaltungshelferin und arbeitete als Zeitschriftenredakteurin.
Rayburn lebt im Osten von Long Island. Sie hat mehrere Bücher auf Englisch veröffentlicht, davon wurden bisher nur die Bücher der Sirenen-Trilogie übersetzt. Zunächst wurde im deutschsprachigen Raum das erste Buch der Trilogie unter dem Titel Im Zauber der Sirenen veröffentlicht, der zweite Teil Der Klang der Sirenen wurde vom Ullstein-Verlag angekündigt, jedoch wegen der Verkaufszahlen des ersten Bandes nicht produziert. Der Verlag passte dann den Titel und das Design des Covers dem Original an und die gesamte Serie wurde schließlich 2012 und 2013 unter dem Titel Ocean Rose auf Deutsch vom Ullstein-Verlag veröffentlicht.

## Bücher
- Ruby’s Slippers, 2010
- Maggie Bean in Love, 2009
- Maggie Bean Stays Afloat, 2008
- The Melting of Maggie Bean, April 2007
- Ocean Rose/Sirenen-Trilogie (2010)[3]
  1. Ocean Rose: Erwartung ISBN 978-3-548-28511-5 (Erschienen: 9. November 2012)
  2. Ocean Rose: Verwandlung ISBN 978-3-548-28512-2 (Erscheint: 14. Januar 2013)
  3. Ocean Rose: Erfüllung ISBN 978-3-548-28513-9 (Erscheint: 8. März 2013)
- Sam Hinkel-Trilogie
  1. Sam Hinkel:Akademie für Ärger ISBN 978-3-596-85499-8
  2. Sam Hinkel:Der Ärger geht weiter ISBN 978-3-10-402103-4
  3. Sam Hinkel:Der Ärger währt am längsten ISBN 978-3-10-402104-1